# Ali Messaoud
Ali Messaoud (* 13. April 1991 in Amsterdam) ist ein niederländischer Fußballspieler mit marokkanischen Wurzeln.

## Karriere
Im Juni 2015 wechselte Messaoud vom niederländischen Erstligisten Willem II Tilburg in die Schweizer Super League zum FC Vaduz. Er unterzeichnete einen Vertrag über drei Jahre bis zum 30. Juni 2018. Sein Debüt gab er am 1. Spieltag bei der 2:0-Auswärtsniederlage gegen den FC Basel. In der 75. Spielminute wurde er für Manuel Sutter ausgewechselt. Sein erstes Tor schoss er am 5. Spieltag beim Heimspiel gegen den Grasshopper Club Zürich, wo er das zwischenzeitliche 2:2 erzielte. Die Partie endete schließlich 3:3.

## Titel und Erfolge
FC Vaduz
- Liechtensteiner Cupsieger: 2016